# Chimarra cornuta
Chimarra cornuta là một loài Trichoptera trong họ Philopotamidae. Chúng phân bố ở vùng Tân nhiệt đới.